# Медаль «10-летие Вооружённых Сил Азербайджанской Республики (1991—2001)»
Медаль «10-летие Вооружённых Сил Азербайджанской Республики (1991—2001)» (азерб. «Azərbaycan Respublikası Silahlı Qüvvələrinin 10 illiyi (1991—2001)» medalı) — юбилейная медаль, посвящённая 10-летию создания Вооружённых Сил Азербайджанской Республики в 1991 году.

## История
Была учреждена согласно распоряжению президента Азербайджана Гейдара Алиева от 17 мая 2002 года.

## Основания для награждения
Медалью награждаются служащие до 26 июня 2002 года в Вооружённых Силах Азербайджанской Республики и достигшие успехов в военной подготовке офицеры, прапорщики и мичманы, а также вышедшие в отставку и уволенные в запас офицеры, активно принимавшие участие в образовании и укреплении Вооружённых Сил Азербайджанской Республики.

## Описание
Медаль «10-летие Вооружённых Сил Азербайджанской Республики (1991—2001 годы)», оформленная в национальном орнаменте, выполнена из бронзы с золотым покрытием и украшена венком из лавровых листьев. На лицевой стороне медали на фоне цветов Государственного флага Азербайджана расположено рельефное изображение эмблемы Вооружённых Сил.
Медаль имеет размеры 34 мм x 36 мм. Внутри рельефа над эмблемой Вооружённых Сил выгравированы слова «Azərbaycan» сверху и «Silahlı Qüvvələri» снизу. В нижней части рельефа находится цифра «10» белого цвета, с обеих сторон которой изображены танки и боевые корабли. За пределами рельефа, на синем фоне, выше венка, изображены три истребительных самолёта и три зенитные ракеты.
Задняя сторона медали гладкая, в центре выгравированы слова «10-летие Вооружённых Сил Республики Азербайджан (1991—2001 годы)» и изображена восьмиконечная звезда с лавровым венком на фоне национального орнамента.
Для крепления медали к воротнику одежды предусмотрен элемент в виде прямоугольной пластины размером 27 мм x 43 мм, соединенной с кольцом и карабином. На поверхности пластины с краёв к центру выполнены изображения горизонтальных полос: синего цвета шириной 3 мм, красного цвета шириной 4 мм, белого цвета шириной 1 мм и зелёного цвета шириной 10 мм.
Для крепления медали к одежде добавлен элемент в виде узкой пластины размером 27 мм x 9 мм, крепящейся к той же ленте.

## Способ ношения
Медаль носится на левой груди, а при наличии других орденов и медалей — прикрепляется после медали «Ветеран Вооружённых Сил Азербайджанской Республики».